# لوک و تروریست‌ها
لوک و تروریست‌ها (انگلیسی: Luke and the Bomb Throwers) یک فیلم کمدی صامت کوتاه به کارگردانی هال روچ است که در سال ۱۹۱۶ منتشر شد. از بازیگران این فیلم می‌توان به هارولد لوید، اسناب پالرد و ببه دنیلز اشاره کرد.